# حوزه انتخابیه پنجم نیویورک
حوزه انتخابیه پنجم نیویورک یک حوزه انتخابیه مجلس نمایندگان آمریکا است که در ایالت نیویورک قرار دارد.